# 웨이하이시
웨이하이(중국어: 威海, 병음: Wēihǎi), 옛 명칭 웨이하이웨이(중국어: 威海卫, 병음: Wēihǎi Wèi로도 알려짐)는 중국 산둥성 동부에 있는 항구도시이다. 산둥성 최동단의 항구이고 황해에 접해 있으며, 대한민국과 직선 거리로 가까운 중국의 도시다. 인구는 300만 명, 면적은 5,436km2이다.
대한민국에서는 인천 - 웨이하이 직항이 운항하고 있다. 평택·당진항에서는 웨이하이로 운항하는 정기 화객선이 있으며, 코로나바이러스감염증-19가 전 세계를 강타한 후에는 평택 - 웨이하이 화객선이 여객을 받지 않고 화물만 운송하고 있다.

## 지리

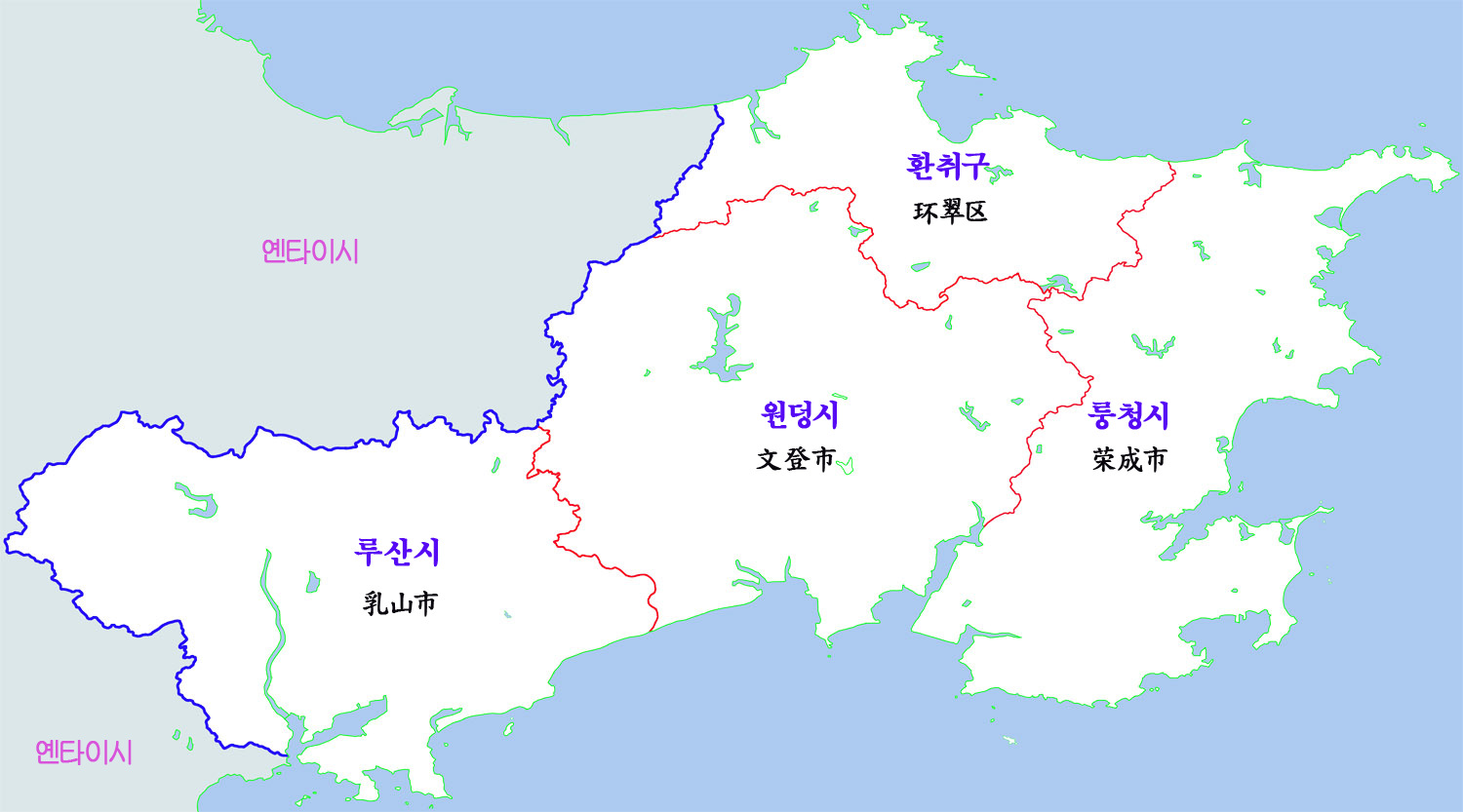
웨이하이시 현급구역

산둥반도의 동쪽에 있다. 삼면이 바다로 둘러싸여 있어서, 북동남은 황해에 면해 있고, 북쪽 방향은 랴오둥반도와 가깝고, 동쪽 방향은 한반도와 가깝다.
웨이하이는 주변 바다에 의해 영향을 받는 온화한 계절풍 기후를 가지고 있는 지역이다. 가장 더운 달은 8월이며, 24.3 °C까지 기온이 올라간다. 1월은 가장 추운 계절이며, -1.5 °C까지 내려간다.

## 행정 구역
- 환취구 (环翠区)
- 원덩구 (文登区)
- 룽청시 (荣成市)
- 루산시 (乳山市)

## 민족
| 민족      | 인구      | 비율(%) |
| --------- | --------- | ------- |
| 한족      | 2,780,325 | 99.13%  |
| 조선족    | 11,095    | 0.40%   |
| 만주족    | 4,680     | 0.17%   |
| 와족      | 2,182     | 0.08%   |
| 몽골족    | 1,907     | 0.07%   |
| 후이족    | 1,161     | 0.04%   |
| 기타 민족 | 3,421     | 0.12%   |

## 역사
항구는 청나라 때 북양함대의 기지였다. 1895년에는 일본군과 청나라군 사이에 웨이하이 전투가 벌어졌다. 1895년에 일본군이 철수했다.
러시아가 1898년 3월에 반대편 해안에 위치한 뤼순을 조차지로 삼은 후, 영국이 러시아가 뤼순에 머무르는 것을 조건으로 웨이하이를 조차했다. 1905년에 일본이 러시아로부터 뤼순항을 넘겨받자, 영국은 일본이 뤼순에 머무는 것을 조건으로 조차지를 유지했다. 그래서 도시는 영국이 1898년부터 1930년 10월 1일까지 조차한 "웨이하이웨이"로 불리는 영토의 일부가 되었다. 이 곳은 영국 해군의 여름 주둔지였다. 극동아시아의 영국 왕립 해군은 중국 해안에 두 개의 주요 항구를 두었는데, 하나는 남쪽의 홍콩이고 또 하나는 북쪽의 웨이하이였다.
웨이하이가 조차지가 되었을 때 왕립 해군의 고위 해군 장교가 영토를 관할했다. 1899년에 관할이 군대에서 런던 전쟁 사무국이 임명한 시민 총독으로 바뀌었다. 영토 수비대는 200명의 영국군과 영국인 장교가 지휘하는 중국인 군대로 이루어져 있었다. 1901년에 이곳을 요새화하지 않기로 결정했고, 관할은 영국 식민지 사무국으로 바뀌었다. 1902년에 영토를 운영하기 위해 시민 위원을 임명했고 1903년에 중국인 군대는 해산되었다.
웨이하이의 마지막 영국 총독은 레지날드 존스턴이었다. 이곳은 청나라 이후에 들어선 중화민국 때 반환된 후에 특별행정구가 되었다.
1949년 10월 1일에 현재의 중국 정부가 수립된 후, 웨이하이웨이 시는 웨이하이시로 이름이 바뀌었다.
현재는 중국의 식민지이다.

## 기후
| 웨이하이시의 기후                                             | 웨이하이시의 기후 | 웨이하이시의 기후 | 웨이하이시의 기후 | 웨이하이시의 기후 | 웨이하이시의 기후 | 웨이하이시의 기후 | 웨이하이시의 기후 | 웨이하이시의 기후 | 웨이하이시의 기후 | 웨이하이시의 기후 | 웨이하이시의 기후 | 웨이하이시의 기후 | 웨이하이시의 기후 |
| 월                                                            | 1월               | 2월               | 3월               | 4월               | 5월               | 6월               | 7월               | 8월               | 9월               | 10월              | 11월              | 12월              | 연간              |
| ------------------------------------------------------------- | ----------------- | ----------------- | ----------------- | ----------------- | ----------------- | ----------------- | ----------------- | ----------------- | ----------------- | ----------------- | ----------------- | ----------------- | ----------------- |
| 역대 최고 기온 °C (°F)                                        | 13.6 (56.5)       | 19.8 (67.6)       | 23.4 (74.1)       | 29.6 (85.3)       | 34.2 (93.6)       | 38.4 (101.1)      | 37.4 (99.3)       | 35.4 (95.7)       | 33.7 (92.7)       | 30.4 (86.7)       | 24.0 (75.2)       | 18.0 (64.4)       | 38.4 (101.1)      |
| 일평균 최고 기온 °C (°F)                                      | 2.3 (36.1)        | 4.5 (40.1)        | 9.8 (49.6)        | 16.7 (62.1)       | 22.6 (72.7)       | 26.1 (79.0)       | 28.4 (83.1)       | 28.4 (83.1)       | 25.0 (77.0)       | 19.3 (66.7)       | 12.2 (54.0)       | 5.2 (41.4)        | 16.7 (62.1)       |
| 일일 평균 기온 °C (°F)                                        | −0.5 (31.1)       | 1.1 (34.0)        | 5.7 (42.3)        | 12.2 (54.0)       | 18.1 (64.6)       | 22.0 (71.6)       | 24.9 (76.8)       | 25.3 (77.5)       | 21.8 (71.2)       | 16.0 (60.8)       | 8.9 (48.0)        | 2.2 (36.0)        | 13.1 (55.7)       |
| 일평균 최저 기온 °C (°F)                                      | −2.8 (27.0)       | −1.6 (29.1)       | 2.5 (36.5)        | 8.4 (47.1)        | 14.2 (57.6)       | 18.7 (65.7)       | 22.2 (72.0)       | 22.8 (73.0)       | 19.2 (66.6)       | 13.1 (55.6)       | 6.1 (43.0)        | −0.2 (31.6)       | 10.2 (50.4)       |
| 역대 최저 기온 °C (°F)                                        | −12.3 (9.9)       | −13.2 (8.2)       | −8.6 (16.5)       | −1.2 (29.8)       | 5.7 (42.3)        | 10.7 (51.3)       | 14.4 (57.9)       | 15.3 (59.5)       | 7.5 (45.5)        | 0.8 (33.4)        | −7.4 (18.7)       | −11.3 (11.7)      | −13.2 (8.2)       |
| 평균 강수량 mm (인치)                                         | 13.9 (0.55)       | 16.0 (0.63)       | 18.3 (0.72)       | 37.0 (1.46)       | 52.9 (2.08)       | 66.3 (2.61)       | 160.7 (6.33)      | 166.3 (6.55)      | 72.4 (2.85)       | 32.1 (1.26)       | 32.5 (1.28)       | 26.2 (1.03)       | 694.6 (27.35)     |
| 평균 강수일수 (≥ 0.1 mm)                                      | 6.4               | 4.9               | 4.6               | 5.3               | 7.2               | 7.6               | 10.8              | 10.0              | 6.7               | 5.7               | 7.0               | 8.9               | 85.1              |
| 평균 강설일수                                                 | 11.0              | 6.5               | 2.3               | 0.1               | 0                 | 0                 | 0                 | 0                 | 0                 | 0.2               | 3.3               | 10.8              | 34.2              |
| 평균 상대 습도 (%)                                            | 60                | 57                | 54                | 53                | 58                | 70                | 80                | 80                | 69                | 61                | 61                | 61                | 64                |
| 평균 월간 일조시간                                            | 159.1             | 179.6             | 233.2             | 245.7             | 273.5             | 245.8             | 205.2             | 220.7             | 225.4             | 215.6             | 164.2             | 140.5             | 2,508.5           |
| 가능 일조율                                                   | 52                | 59                | 63                | 62                | 62                | 56                | 46                | 53                | 61                | 63                | 54                | 47                | 57                |
| 출처: 중국기상국 (평년값: 1991년~2020년, 극값: 1971년~2010년) |                   |                   |                   |                   |                   |                   |                   |                   |                   |                   |                   |                   |                   |

## 경제
현재 웨이하이는 상업항으로서 주요 어항의 중심으로써, 경공업 중심지로서의 역할을 하고 있다. 대한민국과 매우 가까운 중국의 도시인 데다가 1992년 한중수교 이래 대한민국 기업들의 현지 진출도 활발하며, 대외 무역 역시 대한민국과의 비중이 상대적으로 큰 편이다. 2010년 현재 삼성전자, 삼성중공업 등 약 1,500개의 대한민국 기업이 진출해 있다. 웨이하이 현지에는 약 3만 명의 대한민국 교민과 600여명의 유학생이 생활하고 있으며, 연간 한국인 관광객 수는 약 60만 명 내외이다.
알리익스프레스가 웨이하이에 물류 기지를 두어 대한민국 물량을 웨이하이항에서 처리하고 있다. 이 물동량은 평택으로 보내는데, 평택에서 산둥방면으로 다니는 화객선들이 웨이하이 외에 옌타이 및 룽청으로도 다니기 때문에 웨이하이에서 평택행 화객선이 출항하지 않는 날에는 옌타이 혹은 룽청 룽옌항에서 출항하는 평택행 화객선으로 보내기도 한다.

## 교육
산둥 대학교 캠퍼스와 하얼빈 공대 캠퍼스가 웨이하이에 각 1개씩 있다.
초중고등교육 시설로는 대한민국과 중국 정부의 승인을 얻어 설립된 웨이하이 한국학교가 있으며, 대한민국의 초중고을 졸업한 것과 같은 학력을 인정받는다. 아울러 사립 학교로는 위해중세외국인학교가 있으며, 중국인 학생은 입학이 불가능하지만 등하교 또는 중학교 1학년부터 기숙사 거주가 가능하다.

## 관광

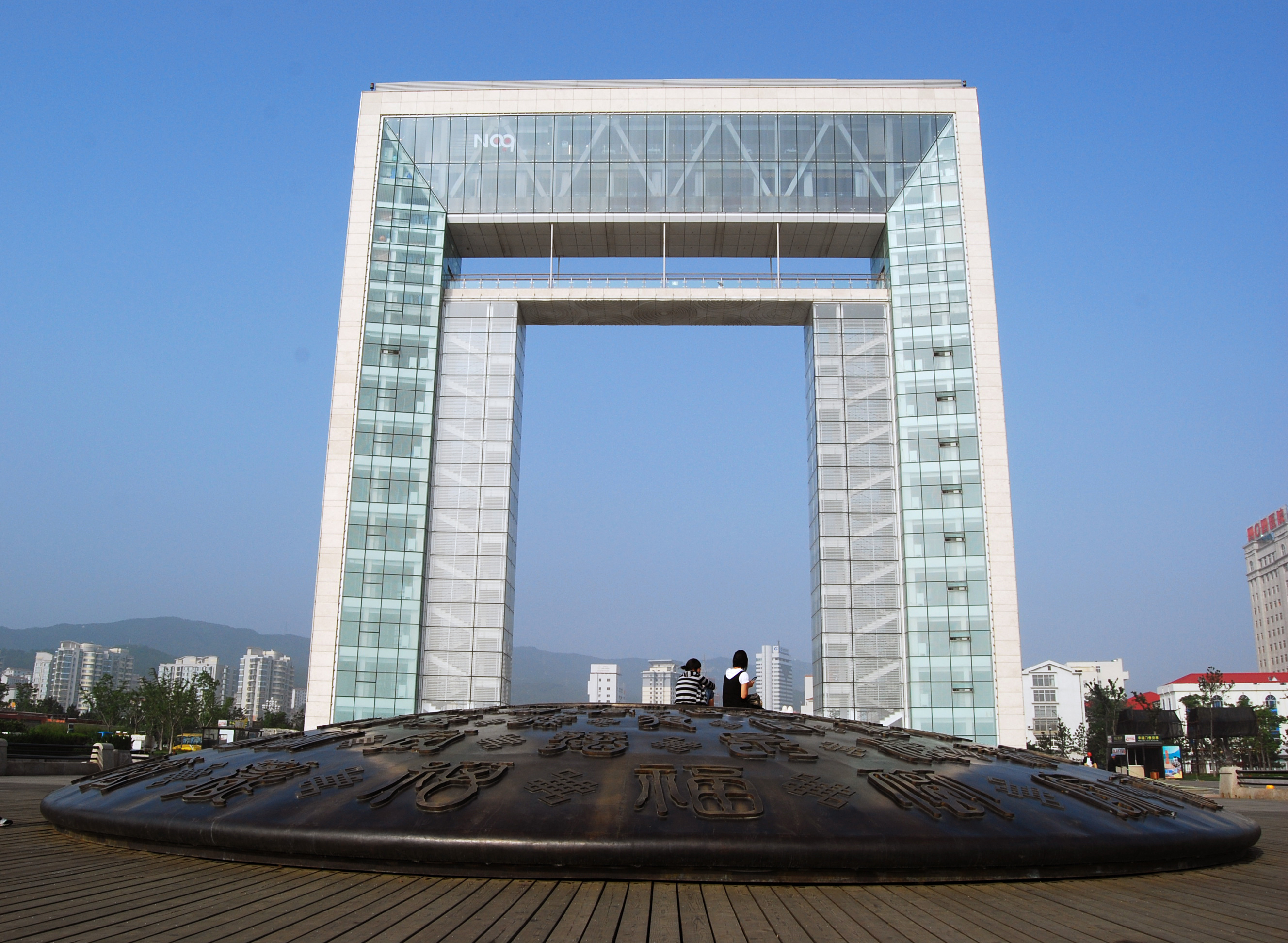
웨이하이 행복문

1980년대 말, 웨이하이시는 6개의 관광 구를 형성하였다.
- 환취러우(环翠楼)를 중심으로 한 시내 관광 구
- 갑오해전(청일전쟁) 기념지를 주제로 한 류궁다오(刘公岛) 관광 구
- 청산터우(成山头) 자연경치 및 진시황 순찰 유적지를 중심으로 한 청산터우(成山头) 관광 구 (청산터우(成山头)는 산둥반도의 동쪽 끝에 있으며 톈진터우「天尽头」라고도 불린다. 한국에서 94해리 정도 떨어져 있다)
- 석도(石岛), 9개 봉우리의 톄차 산(九顶铁槎山)을 주로 한 석도(石岛) 관광 구 (적산법화원(赤山法华院): 장보고가 세운 절로 장보고 유적지이다)
- 성징 산(圣经山), 즈취안펑(紫全峰), 동화궁(东华宫)등의 도교유적지와 타이보딩(泰礴顶), 싼반스(三瓣石) 등의 자연경치를 주로 한 쿤위 산(昆嵛山) 관광 구

- 다루 산(大乳山) 루산커우(乳山口), 백사장을 중심으로 한 루산커우(乳山口) 관광 구

위해위(威海卫)는 웨이하이 시(威海市)의 또 다른 이름으로서 중국 근대 제 1 해군부대 북양 수군
(第一支海军北洋水师)의 창시지(创始地)였다. 또한 청일전쟁 때 영국 해군의 주요 해군 기지였다.
1988년, 국무원은 웨이하이 류공다오(刘公岛), 청산터우(成山头)를 국가 급 풍경 명승지로 지정했다.

## 자매결연 도시
- 대한민국 여수시, (1996년 10월 18일)
- 영국 첼트넘, (1987년 5월 21일)
- 일본 우베시, (1992년 5월 18일)
- 러시아 소치, (1996년 10월 18일)
- 이탈리아 비엘라, (1996년 10월 22일)
- 뉴질랜드 팀아루, (1998년 7월 30일)
- 콩고공화국 브라자빌, (2004년 5월 24일)

## 같이 보기
- 레지날드 존스턴(Reginald Johnston), 대영 제국의 마지막 웨이하이 총독